# بازی نقش‌آفرینی

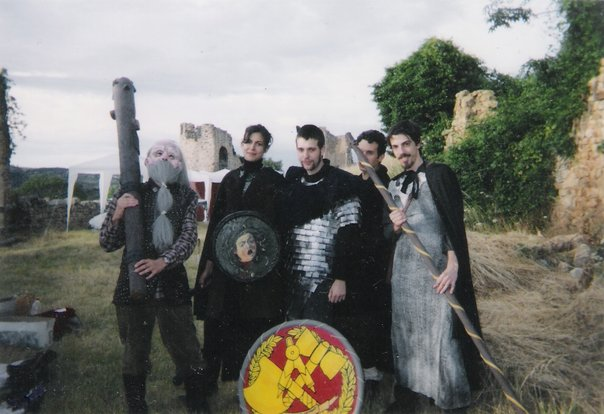
نگاره ای (غیر واقعی) از نقش آفرینی

بازی نقش‌آفرینی (به انگلیسی: Role-playing game) که اغلب به صورت مخفف RPG نوشته می‌شود، بازی است که در آن گیمر نقش یک شخصیت خیالی (و بعضاً حقیقی) را به عهده گرفته و با آن به انجام بازی می‌پردازد و عملکرد شخصیت در بازی را بر اساس صفات شخصیتی خود تعیین می‌کند و موفقیت و شکست آن با سیستم و قوانین بازی مرتبط است، و به‌وسیلهٔ آن می‌توان قدرت‌ها یا توانایی‌های شخصیت را براساس قوانین بازی افزایش و کاهش داد. در بازی نقش‌آفرینی بازیبازها آزادی عمل در اختیار دارند، تصمیمات و انتخاب‌های آن‌ها مسیر و نتیجه بازی را رقم می‌زند.